# Бат-Корнер (Південна Дакота)
Бат-Корнер (англ. Bath Corner) — переписна місцевість (CDP) в США, в окрузі Браун штату Південна Дакота. Населення — 51 особа (2020).

## Географія
Бат-Корнер розташований за координатами 45°27′46″ пн. ш. 98°19′58″ зх. д. / 45.46278° пн. ш. 98.33278° зх. д. (45.462689, -98.332896).  За даними Бюро перепису населення США в 2010 році переписна місцевість мала площу 0,45 км², уся площа — суходіл.

## Демографія
Згідно з переписом 2010 року, у переписній місцевості мешкало 49 осіб у 20 домогосподарствах у складі 15 родин. Густота населення становила 108 осіб/км².  Було 21 помешкання (46/км²).
Расовий склад населення:
| - 100,0 % — білих |

До двох чи більше рас належало 0,0 %. Частка іспаномовних становила 0,0 % від усіх жителів.
За віковим діапазоном населення розподілялося таким чином: 24,5 % — особи молодші 18 років, 71,4 % — особи у віці 18—64 років, 4,1 % — особи у віці 65 років та старші. Медіана віку мешканця становила 40,8 року. На 100 осіб жіночої статі у переписній місцевості припадало 113,0 чоловіків;  на 100 жінок у віці від 18 років та старших — 131,2 чоловіків також старших 18 років.
Цивільне працевлаштоване населення становило 104 особи. Основні галузі зайнятості: освіта, охорона здоров'я та соціальна допомога — 42,3 %, транспорт — 34,6 %, мистецтво, розваги та відпочинок — 23,1 %.